# Enock Mwepu
Enock Mwepu (* 1. ledna 1998 Lusaka) je bývalý zambijský profesionální fotbalista, který naposledy hrál na pozici středního záložníka za anglický klub Brighton & Hove Albion FC a za zambijskou reprezentaci. Počátkem října 2022 musel kvůli dědičné srdeční vadě ukončit profesionální kariéru.

## Klubová kariéra

### Počátky kariéry
Svou kariéru zahájil v klubu Kafue Celtic v Lusace. V roce 2013 byl zařazen do klubu Airtel Rising Stars.
V červnu 2017 se připojil k rakouskému klubu Red Bull Salzburg a byl poslán na hostování do Lieferingu, který hraje rakouskou Erste Ligu.
V sezóně 2019/20 se prosadil do základní jedenáctky Salzburgu. Debutoval v Lize mistrů při prohře 4:3 na Anfieldu s Liverpoolem.
Dne 18. prosince 2018 prodloužil smlouvu se Salzburgem do léta 2024.

### Brighton & Hove Albion
Dne 6. července 2021 se připojil k anglickému klubu Brighton & Hove Albion, kde podepsal čtyřletou smlouvu za nezveřejněnou částku.
Dne 31. července skóroval v předsezónním přátelském utkání na hřišti Luton Town, které skončilo vítězstvím jeho týmu 3:1.
Dne 14. srpna debutoval v soutěžním utkání sezóny 2021/22 na hřišti Burnley, kde ho v poločase vítězného utkání, které skončilo výhrou jeho týmu 2:1, vystřídal Adam Lallana.
Svůj domácí debut si odbyl 21. srpna, kdy nastoupil jako střídající hráč při vítězství 2:0 nad Watfordem ve druhém zápase sezóny.
Dne 24. srpna asistoval u prvního gólu Jakuba Modera ve druhém kole EFL Cupu na hřišti Cardiff City, kde Brighton vyhrál 2:0.
Svůj první gól vstřelil 27. října na hřišti Leicester City v EFL Cupu, čímž vyrovnal na 2:2.
O tři dny později vstřelil svůj první ligový gól za tým, díky kterému utkání s Liverpoolem skončilo remízou 2:2.
V domácím utkání proti Brentfordu asistoval Leandru Trossardovi a zápas skončil vítězstvím jeho týmu 2:0.
Měl pomalý start do roku 2022 a obecně do svého působení v klubu kvůli zranění a nemoci. Při svém prvním startu od návratu po zranění skóroval a asistoval u Trossardova úvodního gólu při venkovní výhře 2:1 na hřišti Arsenalu, čímž pomohl Brightonu ukončit sedmizápasovou sérii bez vítězství.

## Reprezentační kariéra
V roce 2014 byl členem zambijského národního týmu do 17 let, který reprezentoval zemi v Africkém poháru národů do 17 let v roce 2015, kde se Zambie utkala s Nigerem, Nigérií a Guineou ze skupiny A. Je známý svou všestranností ve hře, což prokázal na Africkém poháru národů do 20 let v Zambii v roce 2017, kde vstřelil gól a patřil mezi nejlepší náhradníky turnaje.

## Osobní život
Jeho mladší bratr Francisco je také profesionální fotbalista.

## Kariérní statistiky

### Klubové
Aktualizováno 30. dubna 2022
| Klub                   | Sezóna         | Liga                          | Liga   | Liga | Národní pohár | Národní pohár | Ligový pohár | Ligový pohár | Evropa | Evropa | Celkem | Celkem |
| Klub                   | Sezóna         | Soutěž                        | Zápasy | Góly | Zápasy        | Góly          | Zápasy       | Góly         | Zápasy | Góly   | Zápasy | Góly   |
| ---------------------- | -------------- | ----------------------------- | ------ | ---- | ------------- | ------------- | ------------ | ------------ | ------ | ------ | ------ | ------ |
| Red Bull Salzburg      | 2017/18        | Rakouská fotbalová Bundesliga | 8      | 1    | 2             | 0             | —            | —            | 0      | 0      | 10     | 1      |
| Red Bull Salzburg      | 2018/19        | Rakouská fotbalová Bundesliga | 19     | 1    | 3             | 1             | —            | —            | 6      | 0      | 28     | 2      |
| Red Bull Salzburg      | 2019/20        | Rakouská fotbalová Bundesliga | 25     | 4    | 4             | 1             | —            | —            | 7      | 0      | 36     | 5      |
| Red Bull Salzburg      | 2020/21        | Rakouská fotbalová Bundesliga | 29     | 5    | 6             | 5             | —            | —            | 10     | 0      | 45     | 10     |
| Red Bull Salzburg      | Celkem         | Celkem                        | 81     | 11   | 15            | 7             | 0            | 0            | 23     | 0      | 119    | 18     |
| Brighton & Hove Albion | 2021/22        | Premier League                | 17     | 2    | 1             | 0             | 2            | 1            | —      | —      | 20     | 3      |
| Kariéra celkem         | Kariéra celkem | Kariéra celkem                | 98     | 13   | 16            | 7             | 2            | 1            | 23     | 0      | 139    | 21     |

### Reprezentační góly
Zambijské skóre je uvedeno jako první, sloupec skóre označuje skóre po každém Mwepuově gólu.
| #  | Datum              | Soupeř            | Skóre | Výsledek | Soutěž                                   |
| -- | ------------------ | ----------------- | ----- | -------- | ---------------------------------------- |
| 1. | 2. září 2017       | Alžírsko          | 3:1   | 3:1      | Kvalifikace na Mistrovství světa 2018    |
| 2. | 16. června 2019    | Maroko            | 3:2   | 3:2      | přátelský zápas                          |
| 3. | 12. listopadu 2020 | Botswana          | 1:1   | 2:1      | Kvalifikace na Africký pohár národů 2021 |
| 4. | 3. září 2020       | Mauritánie        | 1:0   | 2:1      | Kvalifikace na Mistrovství světa 2022    |
| 5. | 25. března 2022    | Konžská republika | 1:0   | 3:1      | přátelské utkání                         |

## Úspěchy

### Red Bull Salzburg
- Rakouská fotbalová Bundesliga: 2017/18, 2018/19, 2020/21[21]
- ÖFB-Cup: 2018/19, 2019/20, 2020/21[21]

### Zambie U20
- Africký pohár národů do 20 let: 2017[21]